# Jocotocomyrpitta
Jocotocomyrpitta (Grallaria ridgelyi) är en utrotningshotad sydamerikansk tätting i familjen myrpittor som upptäcktes först 1997.

## Kännetecken

### Utseende
Jocotocomyrpittan är en praktfullt tecknad, stor (22 cm) myrpitta. Hjässan är svart medan den är grå i nacken och en stor del av ansiktet utom ett tydligt, vitt mustaschstreck. Ovansidan är gråbrun med mer rostfärgade vingar och mörk streckning på mantel och skapularer. Undersidan är gråvit, benen grå, näbben svart och ögonen rödaktiga.

### Läte
Sången består av en serie med sex till tio eller fler toner åtskilda av intervaller på en till två sekunder, tydligt mörkare än dess närmaste släktingars. Lätet beskrivs som ett mjukare, tvåstavigt "ho-co".

## Utbredning och systematik
Fågeln förekommer i Anderna i södra Ecuador (övre Río Chinchipe). Den behandlas som monotypisk, det vill säga att den inte delas in i några underarter.

## Status och hot
IUCN kategoriserar arten som starkt hotad.

## Namn
Fågelns vetenskapliga artnamn hedrar den amerikanske ornitologen Robert Sterling Ridgely som deltog i upptäckten av arten.